# Rita Kurzmann-Leuchter
Rita Kurzmann-Leuchter, geboren als Henriette Rita Pollak, (* 4. Februar 1900 in Wien; † 20. oder 21. Oktober 1942 in Buenos Aires) war eine österreichische Pianistin und Musikpädagogin.

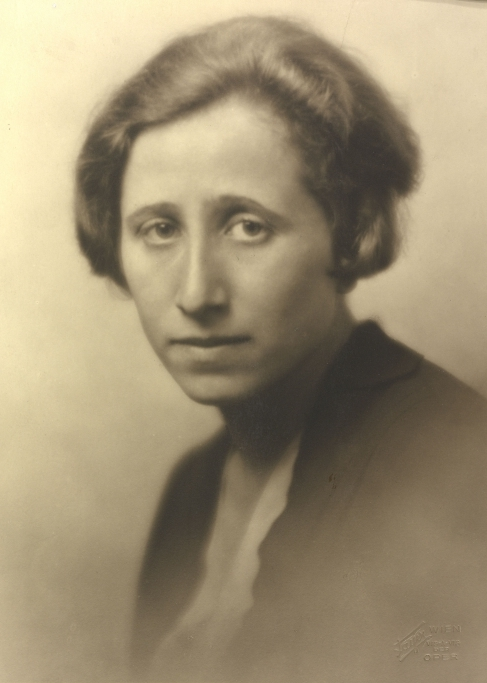
Aufnahme von Georg Fayer (1927)

Rita Kurzmann studierte von 1918 bis 1923 an der Universität Wien zunächst Chemie und Physik, dann Musikwissenschaft und im Nebenfach Physik und Philosophie. 1921 heiratete sie den Arzt Dr. Rudolf Kurzmann. 1924 promovierte sie bei Guido Adler mit der Dissertationsschrift Die Modulation in den Instrumentalwerken Mozarts, die im Folgejahr in Auszügen in Adlers Studien zur Musikwissenschaft, Beihefte der Denkmäler der Tonkunst in Österreich (Heft 12) erschien.
Kurzmanns Klavierlehrer waren Hugo Reinhold und in den frühen 1930er Jahren Emil von Sauer. Ihr erster nachgewiesener Auftritt als Pianistin ist ein Max-Reger-Abend im Wiener Konzerthaus 1926. Bereits 1927 und 1928 trat sie mit dem Geiger Louis Krasner auf, für den Alban Berg später sein Violinkonzert komponierte. Seit 1927 unterrichtete sie Klavier am Neuen Wiener Konservatorium.
Seit Anfang der 1930er Jahre war Kurzmann Sekretärin der österreichischen Sektion der Internationalen Gesellschaft für Neue Musik (IGNM), zu deren Vorstand u. a. Anton Webern und David Josef Bach zählten. 1932 und 1933 hielt Webern in der Kurzmannschen Wohnung zwei Vortragsreihen, an denen u. a. Ernst Krenek, Eduard Steuermann, Paul Amadeus Pisk, Erwin Stein, und gelegentlich auch Alban und Helene Berg teilnahmen und deren Mitschrift 1960 unter dem Titel Der Weg zur neuen Musik erschien. 1935 erarbeitete Kurzmann gemeinsam mit Berg die Klavierfassung des Violinkonzerts, das dieser für Louis Krasner komponiert hatte.
Anfang 1936 studierte sie das Werk mit Krasner ein, der die Uraufführung beim IGNM-Fest 1936 in Barcelona unter Leitung von Hermann Scherchen spielte. Eine Voraufführung fand kurz vorher mit Krasner und Kurzmann im Kammermusiksaal des Wiener Musikvereins statt. Anlässlich der Verleihung des Emil-Hertzka-Preises spielte sie hier im Mai 1936 eine Klaviersuite von Norbert von Hannenheim und Paul Dessaus Drei Klavierstücke.
Im gleichen Jahr wurde Kurzmann von ihrem Mann geschieden und emigrierte nach Buenos Aires. Hier heiratete sie den Musikwissenschaftler und Dirigenten Erwin Leuchter, den sie Anfang der 1930er Jahre bei den Wiener Arbeiter-Symphonie-Konzerten kennengelernt hatte. 1938 unternahm sie eine Europatournee, bei der sie u. a. in Wien ein Konzert mit argentinischer Musik gab. Im gleichen Jahr spielte sie mit dem Geiger Carlos Pessina in Buenos Aires einen Zyklus von Violinsonaten.
1939 spielte sie im Teatro del Pueblo die Uraufführung der Stücke Do re mi fa sol (1933) und Canción de otoño (1939) von José María Castro. Hauptsächlich widmete sie sich aber der Unterrichtstätigkeit und veröffentlichte eine Reihe musikpädagogischer Werke. Ihr bekanntester Schüler war der Komponist und Dirigent Michael Gielen.

## Werke (Auswahl)
- El pequeño violinista rondas, canciones, danzas populares argentinas arregladas para la enseñanza primaria para violín con acompañamiento de otro violín o de piano. Illustrationen Agi Lamm. Buenos Aires : Ricordi Americana, 1942.
- Canciones infantiles Europeas. Illustrationen Agi Lamm. Buenos Aires : Ricordi Americana, 1950. (3. Aufl.)
- Canciones de navidad. Illustrationen Agi Lamm. Buenos Aires : Ricordi Americana imp. 1998.